# Diocese do Egito
A Diocese do Egito foi uma diocese do período final do Império Romano que abrangia as províncias do Egito e Cirenaica. Ela estava subordinada à prefeitura pretoriana do Oriente e sua capital era Alexandria. Ao contrário das demais dioceses, que eram governadas por um vigário, no Egito o governador tinha o título único de prefeito augustal (praefectus augustalis, um homem espectável). Originalmente parte da Diocese do Oriente, o Egito foi separado em 381 e assim permaneceu até 535, quando a diocese foi abolida por Justiniano I. A região foi toda foi perdida definitivamente durante a conquista muçulmana do Egito na década de 640.

## Subdivisões
O Egito foi organizado como uma diocese separada em 381. De acordo com a Notitia Dignitatum, que, no que se refere à porção oriental do império, data de c. 401, ela passou a ser governada por vigário da Prefeitura pretoriana do Oriente que tinha o título de prefeito augustal e incluía seis províncias::
- Egito Jupiteriano (Aegyptus Iovia), rebatizada posteriormente Egito, abrangia a região a oeste do delta do Nilo. Alexandria era a capital. Era governada por um presidente.
- Egito Hercúleo (Aegyptus Herculia), rebatizada posteriormente Augustâmica (Augustamnica), abrangia a região a leste do delta e Pelúsio era a capital. Era governada por um corretor.
- Tebais (ou Tebaida), cuja fronteira sul era a primeira catarata do Nilo. Sua capital era Ptolemaida Hérmia. Era governada por um presidente.
- Líbia Inferior (ou "Interior"), também chamada de Líbia Sica (Libya Sicca), correspondia à região da Marmárica. A capital era Paretônio. Era governada por um presidente.
- Líbia Superior (ou "Exterior"), também chamada de Pentápole correspondia à região da Cirenaica. A capital era Ptolemaida. Era governada por um presidente.
- Arcádia, com capital em Oxirrinco (a partir de 397). Ela já havia aparecido por um curto período na década de 320 sob o nome de Egito Mercúrio (Aegyptus Mercuria). Era governada por um presidente.

Os atributos Jóvia (Iovia; "de Júpiter") e Hercúlia (Herculia; "de Hércules") eram referências aos tetrarcas Diocleciano e Maximiano respectivamente e foram posteriormente abandonados por causa de suas conotações pagãs.
Similar ao que ocorreu na administração civil, o exército romano no Egito também foi submetido a um único duque (dux Aegypti et Thebaidos utrarumque Libyarum) durante a Tetrarquia. Logo depois da criação da diocese (entre 384 e 391), posto já havia evoluído para o conde do limite do Egito (comes limitis Aegypti), diretamente responsável pelo Baixo Egito, enquanto que o seu subordinado, o duque da Tebaida (dux Thebaidis), estava encarregado do Alto Egito (Tebais). Na metade do século V, porém, este último foi também promovido ao cargo de conde (comes Thebaici limitis). Os dois eram responsáveis pelas tropas limítanes ("de fronteira") estacionadas na província e a situação perdurou até pelo menos o reinado de Anastácio, quando os comitatenses passaram para o comando do mestre dos soldados do Oriente (magister militum per Orientem) e os palatinos passaram a responder para dois mestres dos soldados na presença (magistri militum praesentales) em Constantinopla.
O conde do limite do Egito detinha grande poder e influência na diocese, rivalizando com o do próprio prefeito augustal. A partir do século V, o conde aparece exercendo também algumas funções civis também e, a partir de 470, os cargos de conde e prefeito augustal eram por vezes acumulados por uma mesma pessoa.
Esta tendência de unir a autoridade civil e militar foi finalmente formalizada por Justiniano (r. 527–565) em sua reforma da administração do Egito em 535. A diocese foi abolida e os ducados regionais, estabelecidos. O duque e augustal (dux et augustalis) assumiu definitivamente a autoridade civil e militar:
- Duque e augustal do Egito (dux et augustalis Aegypti), controlando Egito I e Egito II.
- Duque e augustal da Tebaida (dux et augustalis Thebaidis), controlando Tebais Superior e Tebais Inferior
- Augustâmica I e Augustâmica II provavelmente  - a porção relevante do édito tem lacunas - também foram colocadas sob o comando de um único duque e augustal
- As duas províncias Líbias, os governos civis foram simplesmente subordinados aos seus respectivos duques.
- A Arcádia permaneceu governada por seu presidente, provavelmente subordinado ao duque e augustal da Tebaida. Um duque e augustal da Arcádia (dux et augustalis Arcadiae) só aparece depois da ocupação persa entre 619 e 629.